# Condensador de desacoblament

Regulador de tensió lineal LM7805 de 5V amb 2 condensadors de desacoblament

En electrònica, un condensador de desacoblament és un condensador utilitzat per desacoblar (és a dir, evitar que l'energia elèctrica es transfereixi a) una part d'un circuit d'una altra. El soroll causat per altres elements del circuit es desvia a través del condensador, reduint el seu efecte sobre la resta del circuit. Per a freqüències més altes, un nom alternatiu és el condensador de derivació, ja que s'utilitza per evitar la font d'alimentació o un altre component d'alta impedància d'un circuit.

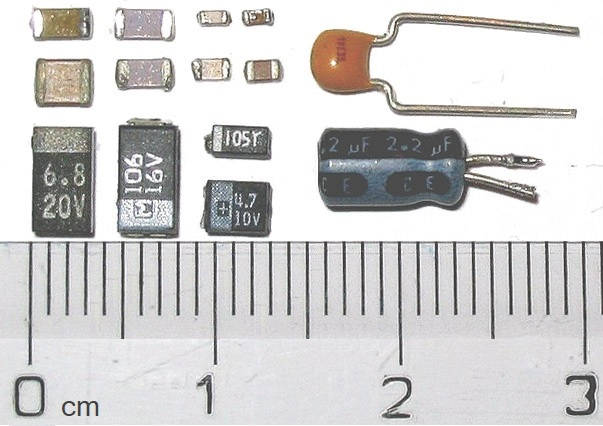
Paquets de condensadors: ceràmica SMD a la part superior esquerra; Tàntal SMD a la part inferior esquerra; tàntal de forat passant a la part superior dreta; electrolític de forat passant a la part inferior dreta. Les divisions de l'escala major són cm.

## Discussió
Els dispositius actius d'un sistema electrònic (per exemple, transistors, circuits integrats, tubs de buit) es connecten a les seves fonts d'alimentació mitjançant conductors amb resistència i inductància finites. Si el corrent consumit per un dispositiu actiu canvia, la caiguda de tensió de la font d'alimentació al dispositiu també canviarà a causa d'aquestes impedàncies. Si diversos dispositius actius comparteixen un camí comú cap a la font d'alimentació, els canvis en el corrent consumit per un element poden produir canvis de tensió prou grans com per afectar el funcionament d'altres (punts de tensió o rebot de terra, per exemple), de manera que el canvi d'estat d'un element. El dispositiu s'acobla a altres mitjançant la impedància comuna a la font d'alimentació. Un condensador de desacoblament proporciona un camí de derivació per a corrents transitoris, en lloc de fluir per la impedància comuna.
El condensador de desacoblament funciona com a emmagatzematge d'energia local del dispositiu. El condensador es col·loca entre la línia elèctrica i la terra al circuit que s'ha de proporcionar el corrent. Segons la relació corrent-tensió del condensador
{\displaystyle i(t)=C{\frac {d\,v(t)}{dt}},}
una caiguda de tensió entre la línia elèctrica i la terra fa que el corrent passi del condensador al circuit. Quan la capacitat C és prou gran, es subministra corrent suficient per mantenir un rang acceptable de caiguda de tensió. El condensador emmagatzema una petita quantitat d'energia que pot compensar la caiguda de tensió en els conductors d'alimentació del condensador. Per reduir la inductància en sèrie efectiva parasitària no desitjada, sovint es col·loquen condensadors petits i grans en paral·lel, al costat dels circuits integrats individuals (vegeu Condensador de desacoblament § Placement).

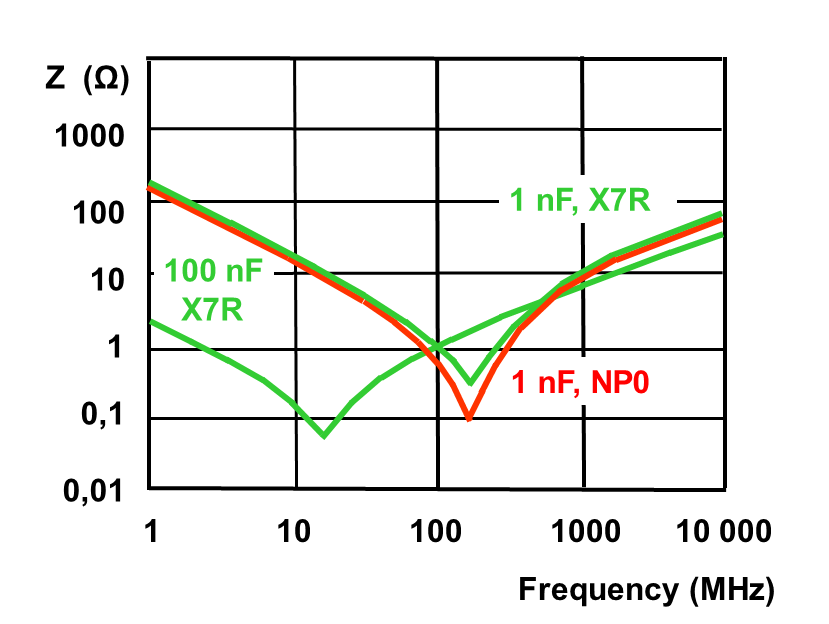
Corbes d'impedància típiques dels condensadors ceràmics X7R i NP0

En els circuits digitals, els condensadors de desacoblament també ajuden a prevenir la radiació d'interferències electromagnètiques de traces de circuits relativament llargues a causa dels corrents d'alimentació que canvien ràpidament.
Els condensadors de desacoblament per si sols poden no ser suficients en casos com ara una etapa d'amplificador d'alta potència amb un preamplificador de baix nivell acoblat. S'ha de tenir cura en la disposició dels conductors del circuit perquè el corrent intens en una etapa no produeixi caigudes de tensió d'alimentació que afectin altres etapes. Això pot requerir el reencaminament de les traces de la placa de circuit imprès per segregar circuits o l'ús d'un pla de terra per millorar l'estabilitat de la font d'alimentació.

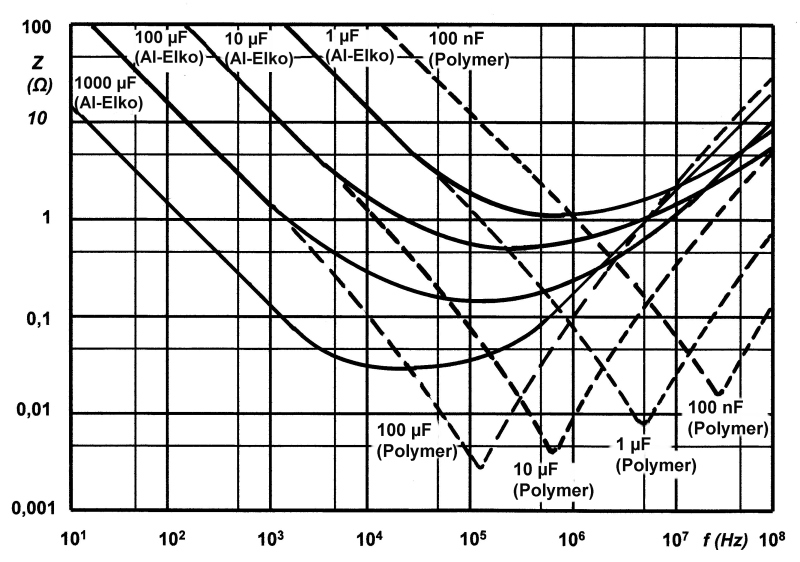
Corbes d'impedància de condensadors electrolítics d'alumini (línies sòlides) i condensadors de polímers (línies discontinues)

## Desacoblament
Sovint s'utilitza un condensador de derivació per desacoblar un subcircuit de senyals de CA o pics de tensió en una font d'alimentació o una altra línia. Un condensador de derivació pot derivar l'energia d'aquests senyals, o transitoris, més enllà del subcircuit que s'ha de desacoblar, fins al camí de retorn. Per a una línia d'alimentació, s'utilitzaria un condensador de derivació des de la línia de tensió d'alimentació fins al retorn de la font d'alimentació (neutre).
Les freqüències altes i els corrents transitoris poden fluir a través d'un condensador cap a terra del circuit en lloc de cap al camí més difícil del circuit desacoblat, però la CC no pot passar pel condensador i continua cap al circuit desacoblat.
Un altre tipus de desacoblament és evitar que una part d'un circuit es vegi afectada per la commutació que es produeix en una altra part del circuit. La commutació al subcircuit A pot provocar fluctuacions en la font d'alimentació o en altres línies elèctriques, però no voleu que el subcircuit B, que no té res a veure amb aquesta commutació, es vegi afectat. Un condensador de desacoblament pot desacoblar els subcircuits A i B de manera que B no vegi cap efecte de la commutació.